# 皇家旗 (加拿大)
加拿大皇家旗（英語：Royal Standards of Canada）是一系列由加拿大君主批准的用于加拿大皇家成员的旗帜。这些旗帜悬挂在车辆、船舶、飞机、建筑等场合，表示皇家成员到达现场。

## 旗幟列表
加拿大目前有五种不同的皇家旗分别用于加拿大國王、威尔士亲王、长公主、约克公爵和愛丁堡公爵，另外还有一面旗帜用于其他没有专用旗帜的皇室成员。

### 目前使用的旗幟

加拿大國王查爾斯三世
威爾斯親王威廉
安妮長公主
約克公爵安德魯王子
愛丁堡公爵愛德華王子
沒有專屬旗幟的皇室成員所用旗幟

### 以前的旗幟
伊利沙伯二世時代的加拿大君主旗，只在其作為加拿大女王出席活動時使用；由右上格順時針起代表蘇格蘭、法蘭西、加拿大、愛爾蘭、英格兰；中間的「E」字和聖愛德華王冠代表伊丽莎白二世。
劍橋公爵威廉王子在2022年被冊封為威爾斯親王後，改用威爾斯親王的旗幟。

加拿大女王伊莉莎白二世[6] (1962年-2022年間使用)
劍橋公爵威廉王子[7] (2011年-2022年間使用)